# Durango (stato)
Durango (in nahua: Tepēhuahcān) è uno Stato del Messico situato nella parte centro-settentrionale del paese. Confina a nord-ovest con lo Stato del Chihuahua, a nord-est con lo Stato del Coahuila, a sud-est con lo Stato Zacatecas, a sud con lo Stato Nayarit e a ovest con lo Stato di Sinaloa.
La capitale è Victoria de Durango (chiamata abitualmente Durango), il cui nome origina da quello del primo presidente messicano, Guadalupe Victoria, che era originario dello Stato.
Un'ampia area della parte occidentale dello Stato è occupata dalla Sierra Madre Occidentale.
Le principali risorse economiche del Durango sono l'agricoltura, l'allevamento e lo sfruttamento del legname. Vi vengono coltivati cotone, grano, canna da zucchero, tabacco e mais.

## Società

### Evoluzione demografica
Abitanti censiti (in migliaia)

### Suddivisione amministrativa
Lo Stato di Durango è suddiviso in 39 comuni.
|     | Comune                | Capoluogo                    | Data di creazione | Popolazione (2015) | Area (km²) |
| --- | --------------------- | ---------------------------- | ----------------- | ------------------ | ---------- |
| 001 | Canatlán              | Ciudad Canatlán              |                   | 32.852             |            |
| 002 | Canelas               | Canelas                      |                   | 4.683              |            |
| 003 | Coneto de Comonfort   | Coneto de Comonfort          |                   | 4.390              |            |
| 004 | Cuencamé              | Cuencamé de Ceniceros        |                   | 35.415             | 4797,6     |
| 005 | Durango               | Victoria de Durango          |                   | 654.876            |            |
| 006 | General Simón Bolivar | General Simón Bolivar        | 1917              | 10.110             | 2193,97    |
| 007 | Gómez Palacio         | Gómez Palacio                |                   | 342.286            |            |
| 008 | Guadalupe Victoria    | Ciudad Guadalupe Victoria    |                   | 35.380             |            |
| 009 | Guanaceví             | Guanaceví                    |                   | 9.851              |            |
| 010 | Hidalgo               | Villa Hidalgo                |                   | 3.838              |            |
| 011 | Indé                  | Indé                         |                   | 4.927              |            |
| 012 | Lerdo                 | Ciudad Lerdo                 |                   | 153.311            | 1.868,8    |
| 013 | Mapimí                | Mapimí                       |                   | 26.502             |            |
| 014 | Mezquital             | San Francisco del Mezquital  |                   | 39.288             | 7196,5     |
| 015 | Nazas                 | Nazas                        |                   | 12.957             |            |
| 016 | Nombre de Dios        | Nombre de Dios               |                   | 19.694             |            |
| 017 | Ocampo                | Villa Ocampo                 |                   | 9.567              |            |
| 018 | El Oro                | Santa María del Oro          |                   | 11.496             | 3559       |
| 019 | Otáez                 | Otáez                        |                   | 5.385              |            |
| 020 | Pánuco de Coronado    | Francisco I. Madero          |                   | 12.290             |            |
| 021 | Peñón Blanco          | Peñón Blanco                 |                   | 10.922             |            |
| 022 | Poanas                | Villa Unión                  | 1884              | 25.241             | 1841       |
| 023 | Pueblo Nuevo          | El Salto                     | 1917              | 50.417             | 6960,772   |
| 024 | Rodeo                 | Rodeo                        | 1915              | 13.554             | 1854,9     |
| 025 | San Bernardo          | San Bernardo                 |                   | 3.205              | 2078       |
| 026 | San Dimas             | Tayoltita                    |                   | 19.383             |            |
| 027 | San Juan de Guadalupe | San Juan de Guadalupe        |                   | 5.564              |            |
| 028 | San Juan del Río      | San Juan del Río             |                   | 12.747             |            |
| 029 | San Luis del Cordero  | San Luis del Cordero         |                   | 2.077              |            |
| 030 | San Pedro del Gallo   | San Pedro del Gallo          |                   | 1.478              |            |
| 031 | Santa Clara           | Santa Clara                  |                   | 7.089              |            |
| 032 | Santiago Papasquiaro  | Santiago Papasquiaro         |                   | 48.482             | 7238,4     |
| 033 | Súchil                | Súchil                       |                   | 6.343              |            |
| 034 | Tamazula de Victoria  | Tamazula de Victoria         |                   | 26.709             |            |
| 035 | Tepehuanes            | Santa Catarina de Tepehuanes |                   | 11.060             | 6.081,33   |
| 036 | Tlahualilo            | Tlahualilo de Zaragoza       |                   | 22.895             |            |
| 037 | Topia                 | Topia                        |                   | 9.351              | 1630,965   |
| 038 | Vicente Guerrero      | Vicente Guerrero             |                   | 21.861             |            |
| 039 | Nuevo Ideal           | Nuevo Ideal                  |                   | 27.278             |            |